# Julie Wojta
Julie Nicole Wojta (Francis Creek, 9 aprile 1989) è una cestista statunitense, professionista nella WNBA.

## Carriera
Gioca nella squadra di college del Wisconsin-Green Bay, quindi entra nel basket WNBA, scelta al draft 2012 al secondo giro dalle Minnesota Lynx. Nella stagione 2012-2013 sbarca in Europa nel campionato belga, dove con il Belfius Namur disputa anche l'EuroCup. Vince l'accoppiata campionato e coppa del Belgio. In due anni di campionato disputa 47 partite con una media di 15,1 punti e 10,9 rimbalzi, mentre nella seconda coppa europea per club colleziona 12 partite, fermandosi in entrambe le partecipazioni al primo turno. Frattanto nell'estate 2013 in WNBA è nelle San Antonio Silver Stars.
Nel 2014 viene ingaggiata dal Basket Femminile Le Mura Lucca di Serie A1, ma si infortuna nella preparazione al campionato e rimane inattiva tutta la stagione. Nel 2016-17 chiude con la squadra la regular season al primo posto ed è finalista nei play-off, contribuendo in 34 presenze con una media di 10,7 punti e 7,5 rimbalzi. Nel 2017 conquista con la squadra lucchese lo scudetto, con il suo apporto in 34 gare di 8,8 punti e 5,9 rimbalzi in media.
La stagione successiva passa alla Pallacanestro Broni.

## Statistiche

### Presenze e punti nei club

#### Campionato
Statistiche aggiornate al 28 maggio 2018.
| Stagione                | Squadra                 | Competizione            | Partite | Partite | Partite | Statistiche tiro | Statistiche tiro | Statistiche tiro | Altre statistiche | Altre statistiche | Altre statistiche | Altre statistiche | Altre statistiche |
| Stagione                | Squadra                 | Competizione            | Pres.   | Titol.  | Minuti  | Tiri da 2        | Tiri da 3        | Liberi           | Rimb.             | Assist            | Rubate            | Stopp.            | Punti             |
| ----------------------- | ----------------------- | ----------------------- | ------- | ------- | ------- | ---------------- | ---------------- | ---------------- | ----------------- | ----------------- | ----------------- | ----------------- | ----------------- |
| 2012                    | Minnesota Lynx          | WNBA                    | 1       |         | 4       | 0/1              | 0/1              | 0/0              | 2                 | 0                 | 0                 | 0                 | 0                 |
| 2012-2013               | Belfius Namur           | Division 1 féminin      | 27      |         | 861     | 138/312          | 18/67            | 93/129           | 300               | 57                | 57                | 19                | 423               |
| 2013                    | S.A. Silver Stars       | WNBA                    | 3       |         | 25      | 2/2              | 0/0              | 2/3              | 6                 | 1                 | 3                 | 0                 | 6                 |
| 2013-2014               | Belfius Namur           | Division 1 féminin      | 20      |         | 606     | 108/241          | 4/22             | 61/72            | 216               | 52                | 54                | 8                 | 289               |
| Totale Belfius Namur    | Totale Belfius Namur    | Totale Belfius Namur    | 47      |         | 1.467   | 246/553          | 22/89            | 154/201          | 516               | 109               | 111               | 27                | 712               |
| 2014-2015               | BF Le Mura Lucca        | Serie A1                | 0       | 0       | 0       | 0/0              | 0/0              | 0/0              | 0                 | 0                 | 0                 | 0                 | 0                 |
| 2015-2016               | BF Le Mura Lucca        | Serie A1                | 34      | 34      | 1.095   | 148/320          | 3/16             | 60/70            | 256               | 59                | 97                | 4                 | 365               |
| 2016-2017               | BF Le Mura Lucca        | Serie A1                | 34      | 34      | 945     | 112/250          | 5/14             | 60/69            | 200               | 49                | 73                | 2                 | 299               |
| Totale BF Le Mura Lucca | Totale BF Le Mura Lucca | Totale BF Le Mura Lucca | 68      | 68      | 2.040   | 260/570          | 8/30             | 120/139          | 456               | 108               | 170               | 6                 | 664               |
| 2017-2018               | Broni                   | Serie A1                | 17      | 17      | 606     | 82/175           | 10/28            | 39/51            | 131               | 69                | 35                | 5                 | 233               |
| Totale carriera         | Totale carriera         | Totale carriera         | 136     |         | 4.142   | 590/1.301        | 40/148           | 315/394          | 1.111             | 287               | 319               | 38                | 1.615             |

Nota: per l'Italia, le statistiche della regular season sono sommate a quelle dei playoff e della Coppa Italia.

#### Coppe europee
Statistiche aggiornate al 30 giugno 2014.
| Stagione        | Squadra         | Competizione    | Partite | Partite | Partite | Statistiche tiro | Statistiche tiro | Statistiche tiro | Altre statistiche | Altre statistiche | Altre statistiche | Altre statistiche | Altre statistiche |
| Stagione        | Squadra         | Competizione    | Pres.   | Titol.  | Minuti  | Tiri da 2        | Tiri da 3        | Liberi           | Rimb.             | Assist            | Rubate            | Stopp.            | Punti             |
| --------------- | --------------- | --------------- | ------- | ------- | ------- | ---------------- | ---------------- | ---------------- | ----------------- | ----------------- | ----------------- | ----------------- | ----------------- |
| 2012-2013       | Belfius Namur   | EuroCup         | 6       | 6       | 199     | 20/63            | 5/13             | 32/39            | 46                | 14                | 8                 | 3                 | 87                |
| 2013-2014       | Belfius Namur   | EuroCup         | 6       | 6       | 223     | 36/82            | 4/11             | 22/29            | 51                | 19                | 24                | 3                 | 106               |
| Totale carriera | Totale carriera | Totale carriera | 12      | 12      | 422     | 56/145           | 9/24             | 54/68            | 97                | 33                | 32                | 6                 | 193               |

## Palmarès
- Campionato belga: 1
Belfius Namur: 2013
- Campionato italiano: 1
Le Mura Lucca: 2016-17
- Coppa del Belgio femminile: 1
Belfius Namur: 2013